# Église Saint-Léonard de Bréban
L'église de Bourgogne  est une église romane construite au XIIe siècle, dédiée à saint Léonard, et située à Bréban dans la Marne.

## Historique
De style roman, cette église date du XIIe siècle. Elle a ensuite connu plusieurs autres campagnes de travaux, du XIVe au XVIIe siècle.
Elle est inscrite aux monuments historiques depuis 1928. 

## Architecture
Elle possède un retable et des fonts baptismaux sculptés.